# Turbolinux
Turbolinux er en japansk Linuxdistribution, som kommer med et KDE eller GNOME skrivebord og mange open source programmer, inklusive Mozilla Firefox, Open Office og Scribus. Den bruger et program som hedder Zabom til at hente og installere programmer og et program, som hedder Cuickin til at håndtere RPM programmer. Den nyeste, version 11 fra 2006 hedder Fuji.